# Wala (Volk)

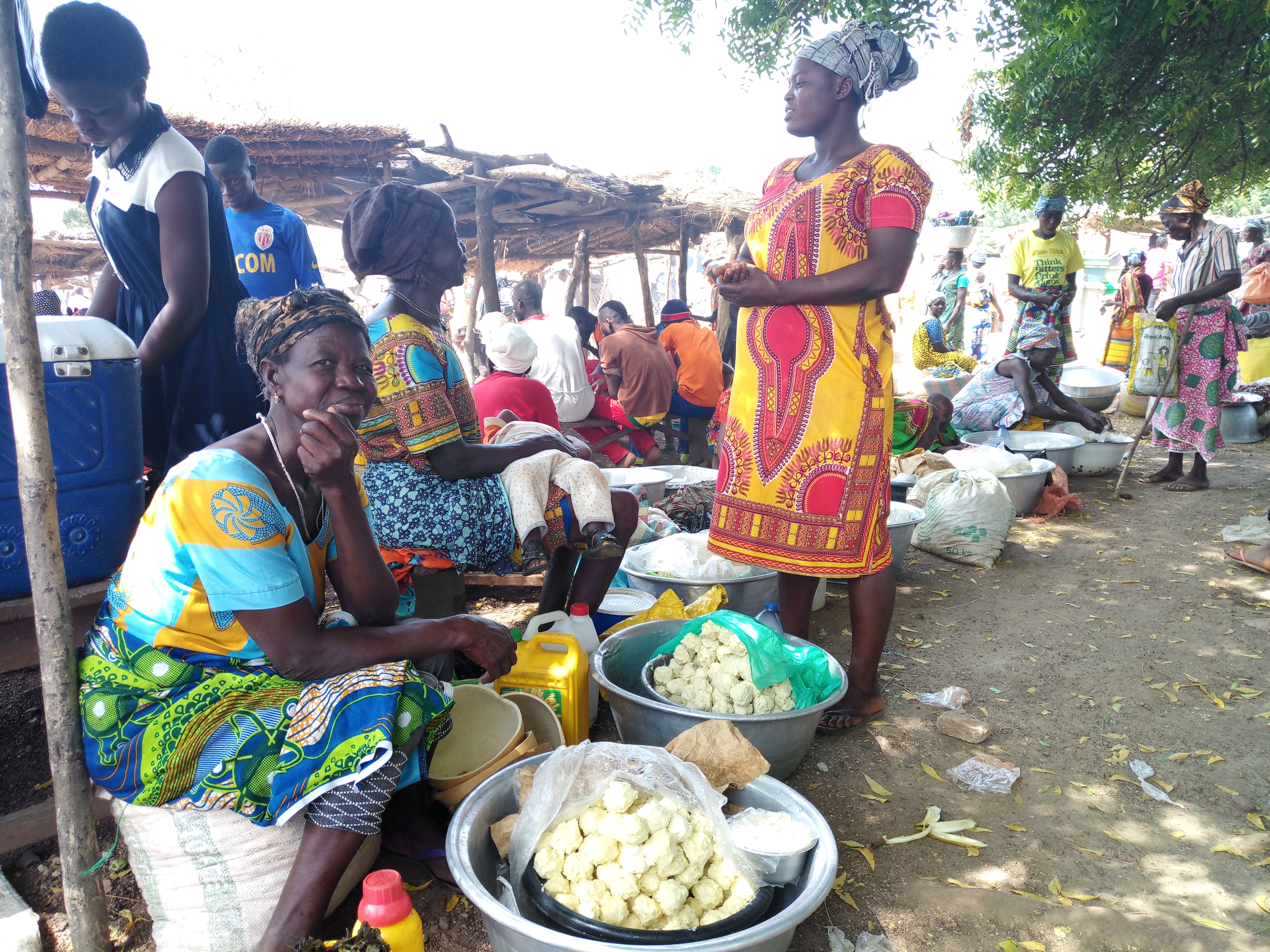
Wala-Frauen bei der Herstellung von Shea-Buttee

Die Wala (auch: Waali, Wali) sind ein Volk in Ghana mit ca. 138.000 (2003) Mitgliedern. Die Sprache der Wala ist das Wali aus der Gruppe der Gur-Sprachen. Die Wala leben am 10. Breitengrad nördlicher Breite und westlich des 2. Längengrades westlicher Länge im Westen Ghanas. Sie sind Nachbarn die Birifor, Dagaare und die Vagla. Hauptstadt und Sitz des Königs (Wa Na) der Wala ist Wa, die Hauptstadt der Upper West Region.